# Navne i Rock and Roll Hall of Fame
Navne i Rock and Roll Hall of Fame er en oversigt over de navne, der er optaget i Rock and Roll Hall of Fame i USA. Listen er ikke komplet, se den på Rock and Roll Hall of Fames liste over de optagne navne.
De oprindelige kategorier fra starten i 1986 er: Udøvende kunstnere, ikke-udøvende personer, tidlig indflydelse. Dertil kommer undertiden ærespris for livslang indsats. Fra 2000 kom kategorien baggrundsmusikere til. Den klart største gruppe er udøvende kunstnere.

## Udøvende kunstnere
| År   | Billede | Navn                                   | Optagne medlemmer |
| ---- | --- | -------------------------------------- | --- |
| 1986 | | Chuck Berry                            | |
| 1986 | | James Brown                            | |
| 1986 | | Ray Charles                            | |
| 1986 | | Sam Cooke                              | |
| 1986 | | Fats Domino                            | |
| 1986 | | The Everly Brothers                    | Don Everly og Phil Everly. |
| 1986 | | Buddy Holly                            | |
| 1986 | | Jerry Lee Lewis                        | |
| 1986 | | Little Richard                         | |
| 1986 | | Elvis Presley                          | |
| 1987 | | The Coasters                           | Carl Gardner, Cornell Gunter, Billy Guy og Will "Dub" Jones. |
| 1987 | | Eddie Cochran                          | |
| 1987 | | Bo Diddley                             | |
| 1987 | | Aretha Franklin                        | |
| 1987 | | Marvin Gaye                            | |
| 1987 | | Bill Haley                             | |
| 1987 | | B.B. King                              | |
| 1987 | | Clyde McPhatter                        | |
| 1987 | | Ricky Nelson                           | |
| 1987 | | Roy Orbison                            | |
| 1987 | | Carl Perkins                           | |
| 1987 | | Smokey Robinson                        | |
| 1987 | | Big Joe Turner                         | |
| 1987 | | Muddy Waters                           | |
| 1987 | | Jackie Wilson                          | |
| 1988 | | The Beach Boys                         | Al Jardine, Mike Love, Brian Wilson, Carl Wilson og Dennis Wilson. |
| 1988 | left to right: John Lennon, Paul McCartney, George Harrison and Ringo Starr                                                                  | The Beatles                            | George Harrison, John Lennon, Paul McCartney og Ringo Starr. |
| 1988 | | The Drifters                           | Clyde McPhatter, Ben E. King, Rudy Lewis, Johnny Moore, Bill Pinkney, Charlie Thomas og Gerhart Thrasher. |
| 1988 | | Bob Dylan                              | |
| 1988 | | The Supremes                           | Florence Ballard, Diana Ross og Mary Wilson. |
| 1989 | | Dion                                   | |
| 1989 | | Otis Redding                           | |
| 1989 | The Rolling Stones i 2006. Left to right: Ronnie Wood, Charlie Watts, Mick Jagger og Keith Richards                                          | The Rolling Stones                     | Mick Jagger, Brian Jones, Keith Richards, Ian Stewart, Mick Taylor, Charlie Watts, Ronnie Wood og Bill Wyman. |
| 1989 | | The Temptations                        | Dennis Edwards, Melvin Franklin, Eddie Kendricks, David Ruffin, Otis Williams og Paul Williams. |
| 1989 | | Stevie Wonder                          | |
| 1990 | — | Hank Ballard                           | |
| 1990 | | Charlie Christian                      | |
| 1990 | | Bobby Darin                            | |
| 1990 | | The Four Seasons                       | Tom DeVito, Bob Gaudio, Nick Massi, og Frankie Valli. |
| 1990 | | Four Tops                              | Renaldo "Obie" Benson, Abdul "Duke" Fakir, Lawrence Payton og Levi Stubbs. |
| 1990 | left to right: Pete Quaife, Dave Davies, Ray Davies, Mick Avory.                                                                             | The Kinks                              | Mick Avory, Dave Davies, Ray Davies og Peter Quaife. |
| 1990 | | The Platters                           | David Lynch, Herb Reed, Paul Robi, Zola Taylor, og Tony Williams. |
| 1990 | Simon and Garfunkel | Simon & Garfunkel                      | Paul Simon og Art Garfunkel. |
| 1990 | The Who in 1975, left to right: Roger Daltrey, John Entwistle, Keith Moon, Pete Townshend                                                    | The Who                                | Roger Daltrey, John Entwistle, Keith Moon og Pete Townshend. |
| 1991 | | LaVern Baker                           | |
| 1991 | — | The Byrds                              | Gene Clark, Michael Clarke, David Crosby, Chris Hillman og Roger McGuinn. |
| 1991 | | John Lee Hooker                        | |
| 1991 | — | The Impressions                        | Arthur Brooks, Richard Brooks, Jerry Butler, Fred Cash, Sam Gooden og Curtis Mayfield. |
| 1991 | — | Wilson Pickett                         | |
| 1991 | — | Jimmy Reed                             | |
| 1991 | | Ike & Tina Turner                      | Ike Turner og Tina Turner. |
| 1992 | | Bobby "Blue" Bland                     | |
| 1992 | | Booker T. & the M.G.'s                 | Steve Cropper, Donald "Duck" Dunn, Al Jackson, Jr., Booker T. Jones og Lewis Steinberg. |
| 1992 | | Johnny Cash                            | |
| 1992 | — | The Isley Brothers                     | Chris Jasper, Ernie Isley, Marvin Isley, O'Kelly Isley, Jr., Ronald Isley og Rudolph Isley. |
| 1992 | | The Jimi Hendrix Experience            | Jimi Hendrix, Mitch Mitchell og Noel Redding. |
| 1992 | | Sam & Dave                             | Sam Moore og Dave Prater. |
| 1992 | | The Yardbirds                          | Jeff Beck, Eric Clapton, Chris Dreja, Jim McCarty, Jimmy Page, Keith Relf og Paul Samwell-Smith. |
| 1993 | | Ruth Brown                             | |
| 1993 | | Cream                                  | Ginger Baker, Jack Bruce og Eric Clapton. |
| 1993 | | Creedence Clearwater Revival           | Doug Clifford, Stu Cook, John Fogerty og Tom Fogerty. |
| 1993 | | The Doors                              | John Densmore, Robby Krieger, Ray Manzarek og Jim Morrison. |
| 1993 | | Frankie Lymon & The Teenagers          | Frankie Lymon, Sherman Garnes, Jimmy Merchant, Joe Negroni og Herman Santiago |
| 1993 | | Etta James                             | |
| 1993 | | Van Morrison                           | |
| 1993 | — | Sly & the Family Stone                 | Gregg Errico, Larry Graham, Jerry Martini, Cynthia Robinson, Freddie Stone, Rosie Stone, Sly Stone. |
| 1994 | | The Animals                            | Eric Burdon, Chas Chandler, Alan Price, John Steel, Hilton Valentine. |
| 1994 | The Band performing with Bob Dylan (Dylan was not a member of The band)                                                                      | The Band                               | Rick Danko, Levon Helm, Garth Hudson, Richard Manuel, Robbie Robertson. |
| 1994 | | Duane Eddy                             | |
| 1994 | | Grateful Dead                          | Tom Constanten, Jerry Garcia, Donna Godchaux, Keith Godchaux, Mickey Hart, Robert Hunter, Bill Kreutzmann, Phil Lesh, Ron McKernan, Brent Mydland, Bob Weir og Vince Welnick.                                                                                    |
| 1994 | | Elton John                             | |
| 1994 | | John Lennon                            | |
| 1994 | | Bob Marley                             | |
| 1994 | | Rod Stewart                            | |
| 1995 | | The Allman Brothers Band               | Duane Allman, Gregg Allman, Dickey Betts, Jai Johanny Johanson, Berry Oakley og Butch Trucks. |
| 1995 | | Al Green                               | |
| 1995 | | Janis Joplin                           | |
| 1995 | Led Zeppelin in 2007, left to right: John Paul Jones, Robert Plant, Jimmy Page                                                               | Led Zeppelin                           | John Bonham, John Paul Jones, Jimmy Page og Robert Plant |
| 1995 | | Martha and the Vandellas               | Martha Reeves, Rosalind Ashford, Betty Kelly, Lois Reeves og Annette Sterling. |
| 1995 | | Neil Young                             | |
| 1995 | | Frank Zappa                            | |
| 1996 | | David Bowie                            | |
| 1996 | Left to right: William "Red" Guest, Edward Patten, Merald "Bubba" Knight, and Gladys Knight                                                  | Gladys Knight & the Pips               | Gladys Knight, William Guest, Merald Knight og Edward Patten. |
| 1996 | | Jefferson Airplane                     | Marty Balin, Jack Casady, Spencer Dryden, Paul Kantner, Jorma Kaukonen, Grace Slick. |
| 1996 | — | Little Willie John                     | |
| 1996 | | Pink Floyd                             | Syd Barrett, David Gilmour, Nick Mason, Roger Waters, Rick Wright. |
| 1996 | | The Shirelles                          | Shirley Alston Reeves, Addie Harris, Doris Kenner-Jackson, Beverly Lee. |
| 1996 | — | The Velvet Underground                 | John Cale, Sterling Morrison, Lou Reed, Maureen Tucker. |
| 1997 | | Bee Gees                               | Barry Gibb, Maurice Gibb, Robin Gibb. |
| 1997 | — | Buffalo Springfield                    | Richie Furay, Dewey Martin, Bruce Palmer, Stephen Stills, Neil Young. |
| 1997 | left to right: Graham Nash, Stephen Stills, Neil Young (not inducted with the band) and David Crosby                                         | Crosby, Stills & Nash                  | David Crosby, Graham Nash, Stephen Stills. |
| 1997 | | The Jackson 5                          | Jackie Jackson, Jermaine Jackson, Marlon Jackson, Michael Jackson, Tito Jackson. |
| 1997 | | Joni Mitchell                          | |
| 1997 | | Parliament-Funkadelic                  | Jerome Brailey, Bootsy Collins, Raymond Davis, Tiki Fulwood, George Clinton, Glenn Goins, Michael Hampton, Fuzzy Haskins, Eddie Hazel, Walter Morrison, Cordell Mosson, William "Billy Bass" Nelson, Garry Shider, Calvin Simon, Grady Thomas og Bernie Worrell. |
| 1997 | | The Rascals                            | Eddie Brigati, Felix Cavaliere, Gene Cornish og Dino Danelli. |
| 1998 | | Eagles                                 | Don Felder, Glenn Frey, Don Henley, Bernie Leadon, Randy Meisner, Timothy B. Schmit og Joe Walsh. |
| 1998 | Stevie Nicks and Lindsey Buckingham | Fleetwood Mac                          | Lindsey Buckingham, Mick Fleetwood, Peter Green, Danny Kirwan, John McVie, Christine McVie, Stevie Nicks og Jeremy Spencer. |
| 1998 | | The Mamas & the Papas                  | Denny Doherty, Cass Elliot, John Phillips og Michelle Phillips. |
| 1998 | | Lloyd Price                            | |
| 1998 | | Santana                                | Carlos Santana, Jose Chepito Areas, David Brown, Mike Carabello, Gregg Rolie og Michael Shrieve. |
| 1998 | | Gene Vincent                           | |
| 1999 | | Billy Joel                             | |
| 1999 | | Curtis Mayfield                        | |
| 1999 | | Paul McCartney                         | |
| 1999 | | Del Shannon                            | |
| 1999 | | Dusty Springfield                      | |
| 1999 | | Bruce Springsteen                      | |
| 1999 | | The Staple Singers                     | Pops Staples, Cleotha Staples, Mavis Staples, Pervis Staples, Yvonne Staples. |
| 2000 | | Eric Clapton                           | |
| 2000 | | Earth, Wind & Fire                     | Philip Bailey, Larry Dunn, Johnny Graham, Ralph Johnson, Al McKay, Fred White, Maurice White, Verdine White og Andrew Woolfolk. |
| 2000 | | The Lovin' Spoonful                    | Steve Boone, Joe Butler, John Sebastian og Zal Yanovsky. |
| 2000 | | The Moonglows                          | Prentiss Barnes, Harvey Fuqua, Peter Graves, Bobby Lester og Billy Johnson. |
| 2000 | | Bonnie Raitt                           | |
| 2000 | | James Taylor                           | |
| 2001 | Fra venstre til højre: Tom Hamilton (bas), Steven Tyler (sang, slagtøj), Joey Kramer (trommer), Brad Whitford (guitar) og Joe Perry (guitar) | Aerosmith                              | Tom Hamilton, Joey Kramer, Joe Perry, Steven Tyler og Brad Whitford. |
| 2001 | | Solomon Burke                          | |
| 2001 | — | The Flamingos                          | Jake Carey, Zeke Carey, Johnny Carter, Tommy Hunt, Terry "Buzzy" Johnson, Sollie McElroy, Nate Nelson og Paul Wilson. |
| 2001 | | Michael Jackson                        | |
| 2001 | Left to right: John Deacon (side), Freddie Mercury (front), Brian May (rear) and Roger Taylor (back)                                         | Queen                                  | John Deacon, Brian May, Freddie Mercury og Roger Taylor. |
| 2001 | | Paul Simon                             | |
| 2001 | | Steely Dan                             | Walter Becker og Donald Fagen. |
| 2001 | — | Ritchie Valens                         | |
| 2002 | | Isaac Hayes                            | |
| 2002 | | Brenda Lee                             | |
| 2002 | Tom Petty | Tom Petty and the Heartbreakers        | Tom Petty, Ron Blair, Mike Campbell, Howie Epstein, Stan Lynch og Benmont Tench. |
| 2002 | | Gene Pitney                            | |
| 2002 | The Ramones in 1980 | Ramones                                | Dee Dee Ramone, Joey Ramone, Johnny Ramone, Marky Ramone og Tommy Ramone. |
| 2002 | | Talking Heads                          | David Byrne, Chris Frantz, Jerry Harrison, Tina Weymouth. |
| 2003 | Brian Johnson and Angus Young in 2008 | AC/DC                                  | Phil Rudd, Brian Johnson, Bon Scott, Cliff Williams, Angus Young og Malcolm Young. |
| 2003 | The Clash in 1980 | The Clash                              | Terry Chimes, Topper Headon, Mick Jones, Paul Simonon og Joe Strummer. |
| 2003 | Elvis Costello | Elvis Costello & the Attractions       | Elvis Costello, Steve Nieve, Bruce Thomas og Pete Thomas. |
| 2003 | The Police in 2007, left to right: Stewart Copeland, Sting, Andy Summers                                                                     | The Police                             | Stewart Copeland, Sting, Andy Summers. |
| 2003 | | The Righteous Brothers                 | Bobby Hatfield og Bill Medley. |
| 2004 | | Jackson Browne                         | |
| 2004 | | The Dells                              | Verne Allison, Chuck Barksdale, Johnny Carter, Johnny Funches, Marvin Junior og Michael McGill. |
| 2004 | | George Harrison                        | |
| 2004 | | Prince                                 | |
| 2004 | | Bob Seger                              | |
| 2004 | | Traffic                                | Jim Capaldi, Dave Mason, Steve Winwood og Chris Wood. |
| 2004 | | ZZ Top                                 | Billy Gibbons, Dusty Hill og Frank Beard. |
| 2005 | | Buddy Guy                              | |
| 2005 | | The O'Jays                             | Eddie Levert, Bobby Massey, William Powell, Sammy Strain og Walter Williams. |
| 2005 | | Pretenders                             | Chrissie Hynde, Martin Chambers, Pete Farndon og James Honeyman-Scott. |
| 2005 | | Percy Sledge                           | |
| 2005 | Left to right: The Edge, Larry Mullen, Bono and Adam Clayton                                                                                 | U2                                     | Bono, The Edge, Adam Clayton og Larry Mullen. |
| 2006 | Left to right: Geezer Butler, Ozzy Osbourne, Tony Iommi, Bill Ward                                                                           | Black Sabbath                          | Geezer Butler, Tony Iommi, Ozzy Osbourne og Bill Ward. |
| 2006 | Blondie head singer, Deborah Harry | Blondie                                | Debbie Harry, Clem Burke, Jimmy Destri, Nigel Harrison, Frank Infante, Chris Stein og Gary Valentine. |
| 2006 | | Miles Davis                            | |
| 2006 | | Lynyrd Skynyrd                         | Bob Burns, Allen Collins, Steve Gaines, Ed King, Gary Rossington, Billy Powell, Artimus Pyle, Ronnie Van Zant og Leon Wilkeson. |
| 2006 | | Sex Pistols                            | Paul Cook, Steve Jones, Glen Matlock, Johnny Rotten og Sid Vicious. |
| 2007 | | Grandmaster Flash and the Furious Five | Grandmaster Flash, Cowboy, Kid Creole, Melle Mel, Rahiem og Scorpio. |
| 2007 | Left to right: Mike Mills, Michael Stipe, touring drummer Bill Rieflin (not inducted with the band), and Peter Buck.                         | R.E.M.                                 | Bill Berry, Peter Buck, Mike Mills og Michael Stipe. |
| 2007 | | The Ronettes                           | Ronnie Spector, Estelle Bennett, Nedra Talley. |
| 2007 | | Patti Smith                            | |
| 2007 | Van Halen i 2004, left to right: Michael Anthony, Sammy Hagar, Eddie Van Halen                                                               | Van Halen                              | Michael Anthony, Sammy Hagar, David Lee Roth, Alex Van Halen, Eddie Van Halen. |
| 2008 | | The Dave Clark Five                    | Dave Clark, Lenny Davidson, Rick Huxley, Denny Payton, Mike Smith. |
| 2008 | | Leonard Cohen                          | |
| 2008 | | Madonna                                | |
| 2008 | | John Mellencamp                        | |
| 2008 | — | The Ventures                           | Bob Bogle, Nokie Edwards, Gerry McGee, Mel Taylor, Don Wilson. |
| 2009 | | Jeff Beck                              | |
| 2009 | | Little Anthony & The Imperials         | Anthony Gourdine, Clarence Collins, Tracy Lord, Glouster "Nat" Rogers, Sammy Strain, Ernest Wright Jr. |
| 2009 | Left to right: Kirk Hammett, Lars Ulrich, James Hetfield, Robert Trujillo                                                                    | Metallica                              | Cliff Burton, Kirk Hammett, James Hetfield, Jason Newsted, Robert Trujillo, Lars Ulrich. |
| 2009 | — | Run-D.M.C.                             | Darryl "D.M.C." McDaniels, Jason "Jam-Master Jay" Mizell, Joseph "DJ Run" Simmons. |
| 2009 | | Bobby Womack                           | |
| 2010 | | ABBA                                   | Agnetha Fältskog, Benny Andersson, Björn Ulvaeus, Anni-Frid Lyngstad. |
| 2010 | left to right: Daryl Stuermer, Mike Rutherford, Tony Banks, Phil Collins                                                                     | Genesis                                | Peter Gabriel, Tony Banks, Phil Collins, Steve Hackett og Mike Rutherford. |
| 2010 | | Jimmy Cliff                            | |
| 2010 | | The Hollies                            | Bernie Calvert, Allan Clarke, Bobby Elliott, Eric Haydock, Tony Hicks, Graham Nash og Terry Sylvester. |
| 2010 | | The Stooges                            | Iggy Pop, Ron Asheton, Scott Asheton, James Williamson og Dave Alexander. |
| 2011 | Alice Cooper | Alice Cooper                           | Alice Cooper, Glen Buxton, Michael Bruce, Dennis Dunaway og Neal Smith. |
| 2011 | | Neil Diamond                           | |
| 2011 | | Dr. John                               | |
| 2011 | | Darlene Love                           | |
| 2011 | | Tom Waits                              | |
| 2012 | | Beastie Boys                           | Michael "Mike D" Diamond, Adam "Ad-Rock" Horovitz og Adam "MCA" Yauch. |
| 2012 | — | The Blue Caps[N1]                      | Gene Vincents backing band. Optagne: Tommy Facenda, Cliff Gallup, Dickie Harrell, Bobby Jones, Johnny Meeks, Jack Neal, Paul Peek og Willie Williams. |
| 2012 | | The Comets[N1]                         | Backing band for Bill Haley. Optagne: Joey Ambrose, Franny Beecher, Danny Cedrone, Johnny Grande, Ralph Jones, Marshall Lytle, Rudy Pompilli, Al Rex, Dick Richards og Billy Williamson.                                                                         |
| 2012 | | The Crickets[N1]                       | Backing band for Buddy Holly. Optagne: Jerry Allison, Sonny Curtis, Joe B. Mauldin og Niki Sullivan. |
| 2012 | Donovan optræder i Washington, D.C., 2007 | Donovan                                | |
| 2012 | | The Famous Flames[N1]                  | Backing vokalgruppe for James Brown. Optagne: Bobby Bennett, Bobby Byrd, Lloyd Stallworth og Johnny Terry. |
| 2012 | | Guns N' Roses                          | Steven Adler, Duff McKagan, Dizzy Reed, Axl Rose, Slash, Matt Sorum and Izzy Stradlin. |
| 2012 | — | The Midnighters[N1]                    | Backing vokalgruppe for Hank Ballard. Optagne: Henry Booth, Billy Davis, Cal Green, Arthur Porter, Lawson Smith, Charles Sutton, Norman Thrasher og Sonny Woods.                                                                                                 |
| 2012 | | The Miracles[N1]                       | Claudette Rogers, Bobby Rogers, Ronald White, Marv Tarplin Pete Moore. Smokey Robinson var tidligere optaget. |
| 2012 | | Laura Nyro                             | |
| 2012 | | Red Hot Chili Peppers                  | Flea, John Frusciante, Jack Irons, Anthony Kiedis, Josh Klinghoffer, Cliff Martinez, Hillel Slovak og Chad Smith. |
| 2012 | — | Small Faces/Faces                      | Kenney Jones, Ronnie Lane, Ian McLagan, Steve Marriott, Rod Stewart og Ronnie Wood. |
| 2013 | Sisters Nancy og Ann Wilson på Beacon Theater i New York City, 2012                                                                          | Heart                                  | Michael DeRosier, Roger Fisher, Steve Fossen, Howard Leese, Ann Wilson og Nancy Wilson. |
| 2013 | King optræder i 1978 | Albert King                            | |
| 2013 | Newman i studiet, 1972 | Randy Newman                           | |
| 2013 | | Public Enemy                           | Flavor Flav, Professor Griff, Terminator X og Chuck D. |
| 2013 | | Rush                                   | Geddy Lee, Alex Lifeson og Neil Peart. |
| 2013 | Summer i studiet, 1977 | Donna Summer                           | |
| 2014 | Peter Gabriel ved Wikipedia 10-års jubilæum i London i januar 2011                                                                           | Peter Gabriel                          | |
| 2014 | Daryl Hall (t.v.) og John Oates (t.h.), 2008                                                                                                 | Hall & Oates                           | Daryl Hall og John Oates. |
| 2014 | Kiss spiller på Hellfest 2013, under Monster World Tour. Fra venstre mod højre: Gene Simmons, Paul Stanley, Eric Singer and Tommy Thayer     | Kiss                                   | Peter Criss, Ace Frehley, Gene Simmons og Paul Stanley. |
| 2014 | | Nirvana                                | Kurt Cobain, Dave Grohl og Krist Novoselic. |
| 2014 | Ronstadt optræder i New Haven, Connecticut ved et WPLR show, New Haven Veterans Memorial Coliseum, 16. august 1978                           | Linda Ronstadt                         | |
| 2014 | Cat Stevens aka Yusuf Islam ved the O2 Shepherd's Bush Empire, London, i maj 2009                                                            | Cat Stevens                            | |
| 2015 | Butterfield optræder ved The Woodstock Reunion 1979                                                                                          | The Paul Butterfield Blues Band        | Paul Butterfield, Mike Bloomfield, Elvin Bishop, Mark Naftalin, Jerome Arnold, Billy Davenport og Sam Lay. |
| 2015 | Lead Singer Joan Jett optræder med The Blackhearts i Norge i 1980'erne                                                                       | Joan Jett & the Blackhearts            | Joan Jett, Gary Ryan, Lee Crystal og Ricky Byrd. |
| 2015 | | Lou Reed                               | |
| 2015 | | Green Day                              | Billie Joe Armstrong, Tré Cool og Mike Dirnt. |
| 2015 | | Stevie Ray Vaughan and Double Trouble  | Stevie Ray Vaughan, Chris Layton, Tommy Shannon og Reese Wynans. |
| 2015 | Withers in 1976 | Bill Withers                           | |
| 2016 | | Cheap Trick                            | Bun E. Carlos, Rick Nielsen, Tom Petersson og Robin Zander. |
| 2016 | Chicago i 2004 | Chicago                                | Peter Cetera, Terry Kath, Robert Lamm, Lee Loughnane, James Pankow, Walter Parazaider og Danny Seraphine. |
| 2016 | Deep Purple in 1976 | Deep Purple                            | Ritchie Blackmore, David Coverdale, Rod Evans, Ian Gillan, Roger Glover, Glenn Hughes, Jon Lord ogIan Paice |
| 2016 | | N.W.A                                  | DJ Yella, Ice Cube, MC Ren, Eazy-E og Dr. Dre |
| 2016 | Steve Miller på scenen omkring 2009 | Steve Miller                           | |

## Tidlig indflydelse
Disse navne er optaget i Hall of Fame i kategorien "Tidlig indflydelse".
| År   | Navn                           |
| ---- | ------------------------------ |
| 1986 | Jimmie Rodgers                 |
| 1986 | Jimmy Yancey                   |
| 1986 | Robert Johnson                 |
| 1987 | Louis Jordan                   |
| 1987 | T-Bone Walker                  |
| 1987 | Hank Williams                  |
| 1988 | Woody Guthrie                  |
| 1988 | Leadbelly                      |
| 1988 | Les Paul                       |
| 1989 | The Ink Spots                  |
| 1989 | Bessie Smith                   |
| 1989 | The Soul Stirrers              |
| 1990 | Louis Armstrong                |
| 1990 | Ma Rainey                      |
| 1991 | Howlin' Wolf                   |
| 1992 | Elmore James                   |
| 1992 | Professor Longhair             |
| 1993 | Dinah Washington               |
| 1994 | Willie Dixon                   |
| 1995 | The Orioles                    |
| 1996 | Pete Seeger                    |
| 1997 | Mahalia Jackson                |
| 1997 | Bill Monroe                    |
| 1998 | Jelly Roll Morton              |
| 1999 | Bob Wills & His Texas Playboys |
| 1999 | Charles Brown                  |
| 2000 | Nat King Cole                  |
| 2000 | Billie Holiday                 |
| 2009 | Wanda Jackson                  |
| 2012 | Freddie King                   |

## Ikke-udøvende personer
Denne kategori omfatter sangskrivere, producere, disc jockeys, concertarrangører, ledere af pladeselskaber og lignende. Flere af de optagne i denne kategori er også ganske kendte som udøvende kunstnere (for eksempel Carole King, Herb Alpert og Allen Toussaint).
Denne liste viser de optagne med året for optagelsen:
- Alan Freed (1986)
- Sam Phillips (1986)
- Leonard Chess (1987)
- Ahmet Ertegün (1987)
- Jerry Leiber og Mike Stoller (1987)
- Jerry Wexler (1987)
- Berry Gordy, Jr (1988)
- Phil Spector (1989)
- Gerry Goffin og Carole King (1990)
- Holland-Dozier-Holland (1990)
- Dave Bartholomew (1991)
- Ralph Bass (1991)
- Leo Fender (1992)
- Bill Graham (1992)
- Doc Pomus (1992)
- Dick Clark (1993)
- Milt Gabler (1993)
- Johnny Otis (1994)
- Paul Ackerman (1995)
- Tom Donahue (1996)
- Syd Nathan (1997)
- Allen Toussaint (1998)
- George Martin (1999)
- Clive Davis (2000)
- Chris Blackwell (2001)
- Jim Stewart (2002)
- Frank Barsalona (2005)
- Seymour Stein (2005)
- Herb Alpert og Jerry Moss (2006)

## Livslang indsats
Denne pris gives for livslang indsats i kategorien for ikke-udøvende personer. Den omfatter følgende med årstallet for optagelsen i parentes:
- John H. Hammond (1986, talentspejder i jazz, opdagede Count Basie og Benny Goodman)
- Nesuhi Ertegün (1991, tidligere præsident for Atlantic Records, producerede plader for John Coltrane, bror til en af grundlæggerne af Rock and Roll Hall of Fame, Ahmet Ertegün)
- Mo Ostin (2003, leder af Reprise Records, Verve Records, Warner Brothers og Dreamworks, skrev kontrakt med Jimi Hendrix, Van Halen, Prince og mange andre)
- Jann Wenner (2004, redaktør og grundlægger af Rolling Stone)
- Frank Barsalona (2005, booking agent, der arrangerede de første optrædener i USA med The Beatles, Rolling Stones, Yardbirds og flere andre britiske orkestre)
- Seymour Stein (2005, en af grundlæggerne og formand for Sire Records, det plademærke, der satte punk og New Wave på landkortet)
- Herb Alpert og Jerry Moss (2006, grundlagde A&M Records, et af de mest succesrige uafhængige pladeselskaber i rock and roll historien)

## Baggrundsmusikere
Siden 2000 er følgende baggrundsmusikere optaget i denne kategori:
- Hal Blaine – trommer
- King Curtis – saxofon
- James Jamerson – basguitar
- Scotty Moore – guitar
- Earl Palmer – trommer
- James Burton – guitar
- Johnnie Johnson – piano
- Chet Atkins – guitar
- Benny Benjamin – trommer
- Floyd Cramer – piano
- Steve Douglas – saxofon